# Palaeoryctes
Palaeoryctes is een geslacht van uitgestorven insectenetende zoogdieren uit de familie Palaeoryctidae, die leefden in het Paleoceen en Vroeg-Eoceen. Er zijn ten minste vier soorten in het geslacht benoemd.

## Kenmerken
De soorten varieerden in grootte van het formaat van een muis tot dat van een chipmunk. Palaeoryctes had een slank lichaam, een spitsmuisachtige schedel met een puntige snuit, en kaken met kleine tanden. Kiezen met prominente uitsteeksels stelden dit dier in staat door de harde pantsers van insecten en slakken te bijten. Verder waren de poten van Palaeoryctes aangepast aan het uitgraven van prooidieren uit de grond.

## Leefwijze
Het voedsel bestond vooral uit insecten, zoals kevers en rupsen, maar ook kleine andere zoogdieren stonden op het menu.

## Vondsten
Fossielen van dit dier werden gevonden in New Mexico.